# مجموعة المجموعات الجزئية

عناصر مجموعة المجموعات الجزييءية للمجموعة {x, y, z} مرتبةً حسب التضمن.

في الرياضيات، مجموعة المجموعات الجزئية (بالإنجليزية: Power set) هي المجموعة المكونة من المجموعات الجزئية لمجموعة ما.

## مثال
إذا كانت S هي المجموعة {x, y, z} فان المجموعات الجزئية ل S هي:
- Ø,المجموعة الخالية {}

- {x}

- {y}

- {z}

- {x, y}

- {x, z}

- {y, z}

- {x, y, z}

وبالتالي فإن مجموعة المجموعات الجزئية هي:
{x}
،
{y}
،
{z}
،
{x, y}
،
{x, z}
،
{y, z}
،
{x, y, z}
}}}}.